# دوی توشیتسورا
دوی توشیتسورا (به ژاپنی: 土井 利位 Doi Toshitsura); ۱۵ ژوئن ۱۷۸۹ – ۳۱ ژوئیهٔ ۱۸۴۸) سیاستمدار و دایمیو در دوره ادو اهل ژاپن بود. او بر قلمرو کوگا حکومت می‌کرد. او به عنوان روجو برای توکوگاوا ایه‌ناری در دوران شوگون‌سالاری توکوگاوا خدمت می‌کرد.
توشیتسورا در سال ۱۷۸۹ متولد شد. او به داشتن گرایش علمی شناخته می‌شد و خود را با افرادی که محقق، هنرمند و خوشنویس بودند، احاطه کرده بود.